# بهترین سرمربی فوتبال فیفا
بهترین سرمربی فوتبال فیفا (انگلیسی: The Best FIFA Football Coach) عنوان جایزه‌ای است که به بهترین مربی سال از نظر عملکرد در ۱۲ ماه قبل از مراسم داده می‌شود.

## تاریخچه
معیارهای انتخاب برای مربیان سال عبارتند از: عملکرد و رفتار کلی تیم های آنها در زمین و بیرون زمین.
رای گیری‌ها توسط نمایندگان رسانه‌ها، مربیان و کاپیتان‌های تیم‌های ملی برگزار می‌شود. در اکتبر سال ۲۰۱۶ اعلام شد که عموم مردم نیز مجاز به رای دادن هستند. هر گروه ۲۵ درصد کل رای را دارد.

## بهترین سرمربی فوتبال مردان فیفا
| سال  | رتبه | نام               | تیم         |
| ---- | ---- | ----------------- | ----------- |
| ۲۰۱۶ | اول  | کلودیو رانیری     | لستر سیتی   |
| ۲۰۱۶ | دوم  | زین‌الدین زیدان    | رئال مادرید |
| ۲۰۱۶ | سوم  | فرناندو سانتوس    | پرتغال      |
| ۲۰۱۷ | اول  | زین‌الدین زیدان    | رئال مادرید |
| ۲۰۱۷ | دوم  | آنتونیو کونته     | چلسی        |
| ۲۰۱۷ | سوم  | ماسیمیلیانو آلگری | یوونتوس     |
| ۲۰۱۸ | اول  | دیدیه دشان        | فرانسه      |
| ۲۰۱۸ | دوم  | زین‌الدین زیدان    | رئال مادرید |
| ۲۰۱۸ | سوم  | زلاتکو دالیچ      | کرواسی      |

### جدول کلی
| رتبه | سرمربی            | جایگاه اول | جایگاه دوم | جایگاه سوم | تیمی که هدایت کرد |
| ---- | ----------------- | ---------- | ---------- | ---------- | ----------------- |
| ۱    | زین‌الدین زیدان    | ۱          | ۲          | ۰          | رئال مادرید       |
| ۲    | کلودیو رانیری     | ۱          | ۰          | ۰          | لستر سیتی         |
| ۲    | دیدیه دشان        | ۱          | ۰          | ۰          | فرانسه            |
| ۴    | آنتونیو کونته     | ۰          | ۱          | ۰          | چلسی              |
| ۵    | فرناندو سانتوس    | ۰          | ۰          | ۱          | پرتغال            |
| ۵    | ماسیمیلیانو آلگری | ۰          | ۰          | ۱          | یوونتوس           |
| ۵    | زلاتکو دالیچ      | ۰          | ۰          | ۱          | کرواسی            |

## بهترین سرمربی فوتبال زنان فیفا
| سال  | رتبه | نام             | تیم                                     |
| ---- | ---- | --------------- | --------------------------------------- |
| ۲۰۱۶ | اول  | زیلویا ناید     | تیم ملی فوتبال زنان آلمان               |
| ۲۰۱۶ | دوم  | جیل الیس        | تیم ملی فوتبال زنان ایالات متحده آمریکا |
| ۲۰۱۶ | سوم  | پیا سوندهاگه    | تیم ملی فوتبال زنان سوئد                |
| ۲۰۱۷ | اول  | Sarina Wiegman  | تیم ملی فوتبال زنان هلند                |
| ۲۰۱۷ | دوم  | Nils Nielsen    | تیم ملی فوتبال زنان دانمارک             |
| ۲۰۱۷ | سوم  | Gerard Precheur | باشگاه فوتبال زنان المپیک لیون          |
| ۲۰۱۸ | اول  | رینالد پدروس    | باشگاه فوتبال زنان المپیک لیون          |
| ۲۰۱۸ | دوم  | Sarina Wiegman  | تیم ملی فوتبال زنان هلند                |
| ۲۰۱۸ | سوم  | اساکو تاکاکورا  | تیم ملی فوتبال زنان ژاپن                |

### جدول کلی
| رتبه | سرمربی          | جایگاه اول | جایگاه دوم | جایگاه سوم | تیمی که هدایت کرد                       |
| ---- | --------------- | ---------- | ---------- | ---------- | --------------------------------------- |
| ۱    | Sarina Wiegman  | ۱          | ۱          | ۰          | تیم ملی فوتبال زنان هلند                |
| ۲    | زیلویا ناید     | ۱          | ۰          | ۰          | تیم ملی فوتبال زنان آلمان               |
| ۲    | رینالد پدروس    | ۱          | ۰          | ۰          | باشگاه فوتبال زنان المپیک لیون          |
| ۴    | جیل الیس        | ۰          | ۱          | ۰          | تیم ملی فوتبال زنان ایالات متحده آمریکا |
| ۴    | Nils Nielsen    | ۰          | ۱          | ۰          | تیم ملی فوتبال زنان دانمارک             |
| ۶    | پیا سوندهاگه    | ۰          | ۰          | ۱          | تیم ملی فوتبال زنان سوئد                |
| ۶    | Gerard Precheur | ۰          | ۰          | ۱          | باشگاه فوتبال زنان المپیک لیون          |
| ۶    | اساکو تاکاکورا  | ۰          | ۰          | ۱          | تیم ملی فوتبال زنان ژاپن                |